# Aechmea gustavoi
Aechmea gustavoi är en gräsväxtart som beskrevs av José A. Siqueira Filho och Elton Martinez Carvalho Leme. Aechmea gustavoi ingår i släktet Aechmea och familjen Bromeliaceae. Inga underarter finns listade i Catalogue of Life.